# Vänta Litets grund

Vänta Litets grund är en relativt djupt liggande utsjöbank i Bottenhavet sydost om Härnösand med flera små grund som sticker upp tämligen brant från omgivande botten. Den högsta av dessa grundklackar når till ett djup av 3,5 m u.h. På den ostligaste grundklacken står sedan 1972 den bottenfasta kassunfyren Vänta Litets Grund.  
På grund av den för Bottenhavet rika förekomsten av blåmusslor, och dess stora värde som lekplats för strömming, är Vänta Litets grund sedan 2009 klassat som ett Natura 2000-område enligt habitatdirektivet.
Vänta Litets grund har fått sitt namn efter örlogsbriggen Vänta Litet som 19-20 juli 1840 under en övningsresa undersökte och mätte upp grundet.